# 核關大學

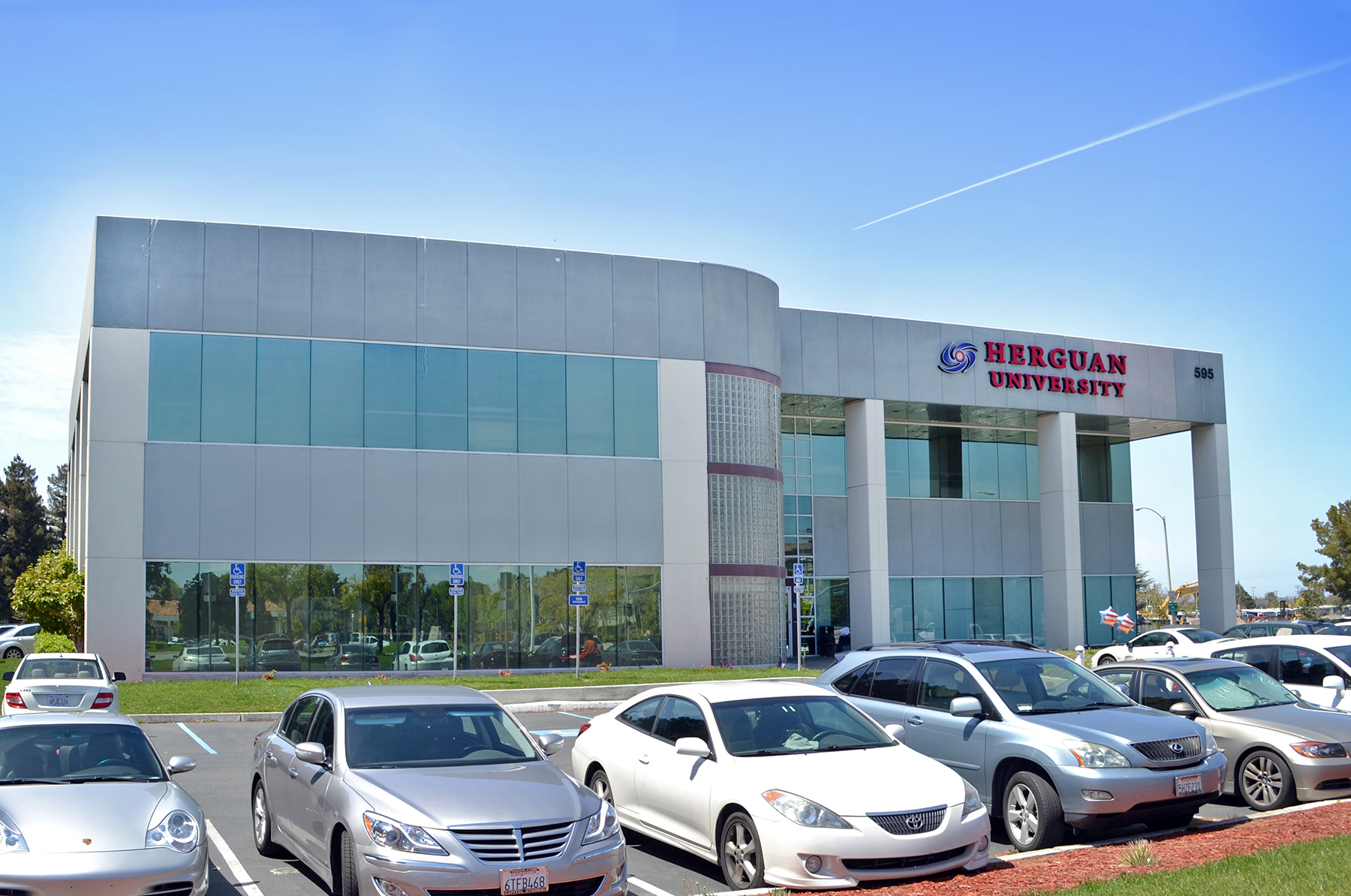
核關大學校區

核關大學（Herguan University）是位於美國加利福尼亞州森尼韋爾的一所私立大學，成立於2008年，雖然2012年曾被美國移民和海關執法局指控簽證欺詐， 2014年12月17日仍然獲ACICS許可，但该许可旋即于2017年9月12日再度遭撤销。
2015年4月9日，其前CEO杰里·王（Jerry Wang）被判签证欺诈罪，同年9月14日被判12个月监禁、没收70万美金非法所得。2016年10月6日，美国移民与海关执法局禁止其接纳外国学生。

## 外部連結
- Herguan University （页面存档备份，存于）
- Universities or Visa Mills - businessjournalism.org